# John Fletcher
John Fletcher (Rye (Sussex), gedoopt 20 december 1579 - Londen, begr. 29 augustus 1625) was een Engels toneelschrijver in de bloeitijd van het Engels renaissancetheater.
Over Fletchers jeugd is weinig bekend. Hij was de zoon van Richard Fletcher (die bisschop van Londen was) en volgde een opleiding in Cambridge. Duidelijk is dat hij in 1606 in Londen verkeerde en al werkte als toneelschrijver voor de toen bestaande kindertheatergezelschappen, waaronder de Children of Paul's.
Hij werkte een aantal jaren nauw samen met zijn vriend en collega Francis Beaumont. Zij woonden ook een tijdlang samen in Bankside, Southwark, een wijk die een aantal roemruchte theaters telde, tot Beaumont in 1613 in het huwelijk trad. 

De vrienden schreven gezamenlijk een groot aantal succesvolle stukken, later ook voor de King's Men, het gezelschap van William Shakespeare dat eerder bekendstond onder de naam Lord Chamberlain's Men en dat optrad in The Globe.
John Fletcher werkte, behalve met Francis Beaumont, ook samen met een aantal andere schrijvers, zoals Philip Massinger, Nathan Field, William Rowley, Thomas Middleton, Shirley en ook in enkele gevallen met Shakespeare.
De volgende stukken worden gerekend tot Fletchers solowerken:
- The Faithful Shepheardess (opgevoerd in 1610)
- The Loyal Subject (ca. 1618)
- Valentinian (voor 1619)
- The Mad Lover (voor 1619)
- The Humorous Lieutenant (1619)
- The Island Princess (1621)
- Rule a Wife and Have a Wife (1624)
- A Wife for a Month (1624)
- Monsieur Thomas (gepubliceerd in 1639)
- Women Pleased, The Pilgrim, The Woman's Prize, Bonduca, The Chances (alle gepubliceerd in 1647)

Onder de werken die hij met Philip Massinger schreef zijn The Tragedy of Sir John van Olden Barnavelt (1619), over de Nederlandse staatsman Johan van Oldenbarnevelt, The Spanish Curate (opgevoerd in 1622), The Little French Lawyer en The Custome of the Countrey (gepubliceerd in 1647).
The Two Noble Kinsmen, gepubliceerd in 1634, bevat aanvullingen van Shakespeare en Shakespeares Henry VIII bevat aanvullingen van Fletcher.
John Fletcher overleed op 46-jarige leeftijd aan de pest tijdens een ernstige uitbraak van de ziekte in Londen in 1625.